# Tucson
Tucson (pronuncia in inglese [ˈtuːsɒn]) è una città ed è il capoluogo della contea di Pima, Arizona, Stati Uniti, nonché sede dell'Università dell'Arizona. Al censimento del 2017, la sua popolazione era di 546 574 abitanti, mentre la popolazione stimata del 2015 dell'intera area statistica metropolitana (MSA) di Tucson era di 980 263 abitanti. La Tucson MSA fa parte della più ampia area statistica combinata (CSA) di Tucson-Nogales, con una popolazione totale di 1 010 025 abitanti a partire dal censimento del 2010. Tucson è la seconda città più popolosa dell'Arizona dietro Phoenix, che ancorano l'Arizona Sun Corridor. La città si trova a 174 km a sud-est di Phoenix e a 97 km a nord del confine tra Stati Uniti e Messico. Tucson è la 33ª città più grande e la 53ª area metropolitana più grande degli Stati Uniti.
I sobborghi più importanti di Tucson sono Oro Valley e Marana a nord-ovest della città, Sahuarita a sud della città, e South Tucson in un'enclave a sud della downtown. Le comunità nelle vicinanze di Tucson (alcune all'interno o sovrapposte ai confini della città) comprendono Casas Adobes, Catalina Foothills, Flowing Wells, Midvale Park, Tanque Verde, Tortolita e Vail. Le città al di fuori dell'area metropolitana di Tucson sono Benson a sud-est, Catalina e Oracle a nord, e Green Valley a sud.
Il nome spagnolo della città, Tucsón, deriva dalla lingua o'odham Cuk Ṣon (AFI: [tʃʊk ʂɔːn]), che significa "(alla base) della nera [collina]", un riferimento a una collina coperta di basalto ora conosciuta come Sentinel Peak, noto anche come "A" Mountain. Tucson è a volte indicata come "The Old Pueblo".

## Geografia fisica

### Territorio
Secondo lo United States Census Bureau, ha un'area totale di 612,53 km².

### Clima
Tucson ha un clima desertico, con 2 stagioni principali (estate ed inverno) più 3 stagioni minori, autunno, primavera e monsone.
L'estate è caratterizzata da temperature diurne che superano i 38 °C e temperature notturne che oscillano dai 19 °C ai 28 °C.
L'inverno è mite con temperature giornaliere che oscillano tra i 18 °C e 24 °C e temperature notturne che si attestano tra i −1 °C e 7 °C.
La stagione del monsone inizia generalmente verso la fine di giugno. Durante il monsone l'umidità è molto più alta rispetto al resto dell'anno, con intensi temporali che possono provocare pericolose inondazioni.

## Storia
Tucson si trova nel mezzo di un insediamento indigeno che risale a 10 000 anni fa, e si distingue per essere la più antica regione abitata nell'emisfero settentrionale delle Americhe. Il missionario gesuita Eusebio Francesco Chini visitò la valle del fiume Santa Cruz nel 1692, e fondò la missione di San Xavier del Bac nel 1700, circa 12 km a monte dell'attuale insediamento di Tucson. Un convento separato fu creato a valle del fiume Santa Cruz, vicino a quello che è ora conosciuta come "A" Mountain. Più tardi Hugo O'Conor, comandante delle milizie spagnole, creò un forte chiamato Presidio Real de San Agustín del Tucsón il 20 agosto 1775 (nei pressi del tribunale della contea di Pima). Durante il periodo del presidio spagnolo, Tucson era afflitta dai frequenti attacchi degli Apache in quella che divenne nota come seconda battaglia di Tucson. Successivamente la città prese il nome di Tucson e divenne parte del Messico dopo l'indipendenza dalla Spagna nel corso del 1821.
Rimasta in territorio messicano dopo la fine della guerra con il Messico (1848), Tucson entrò tuttavia a far parte degli Stati Uniti attraverso il successivo "Acquisto Gadsden", essendo situata all'interno del territorio di 76 800 km² acquistato dagli americani.

## Società

### Evoluzione demografica
Secondo il censimento del 2018, la popolazione era di 553 667 abitanti.

### Etnie e minoranze straniere
Secondo il censimento del 2010, la composizione etnica della città era formata dal 69,72% di bianchi, il 5,00% di afroamericani, il 2,72% di nativi americani, il 2,87% di asiatici, lo 0,22% di oceaniani, il 15,23% di altre etnie, e il 4,23% di due o più etnie. Ispanici e altri gruppi di origine latinos erano il 41,59% della popolazione.

## Infrastrutture e trasporti
La città è servita da una tranvia denominata Sun Link.

### Aeroporti
La città è servita dall'Aeroporto Internazionale di Tucson, che è ubicato a 10 km a sud dal centro della città.

## Amministrazione

### Gemellaggi
- Almaty
- Ciudad Obregón
- Liupanshui
- Pécs
- Roscommon
- Segovia
- Sulaymaniyya
- Trikala